# Journey to the Center of the Earth (2008, The Asylum)
Journey to the Center of the Earth is een Amerikaanse film uit 2008 van The Asylum met Greg Evigan. De film werd uitgebracht volgens het direct-naar-videoprincipe en is een mockbuster, gemaakt met de intentie om mee te liften op het succes van Journey to the Center of the Earth met Brendan Fraser, Josh Hutcherson, en Anita Briem.

## Verhaal
Een reddingsteam komt tijdens een reddingsactie terecht in het midden van de Aarde. Hier ontdekken ze een exotische nieuwe wereld, met bijzondere planten en fantastische dieren. Maar er schuilt ook gevaar voor het team in deze nieuwe wereld.

## Rolverdeling
| Acteur             | Personage       |
| ------------------ | --------------- |
| Greg Evigan        | Joseph Harnet   |
| Jennifer Dorogi    | Kristen Radford |
| Dedee Pfeiffer     | Emily Radford   |
| Vanessa Lee Evigan | Victoria Jansen |
| Caroline Attwood   | Gretchen Lake   |